# Gouvernement Valls II
Ne doit pas être confondu avec Gouvernement Valls I.
Ve République
Valls I Cazeneuve
Le gouvernement Valls II est le gouvernement de la République française du 26 août 2014 au 6 décembre 2016. C'est le trente-huitième gouvernement de la Ve République et le quatrième nommé par le président de la République François Hollande.

## Contexte
Lors de la Fête de la rose de Frangy-en-Bresse, le 24 août 2014, Arnaud Montebourg, alors ministre de l'Économie, du Redressement productif et du Numérique, s'exprime contre la politique économique du gouvernement et, en particulier, les choix budgétaires et la « réduction à marche forcée des déficits » dans la zone euro,,. Il est soutenu par Benoît Hamon. Ils suivent ainsi les pas de Delphine Batho qui, en juillet 2013, s'était élevée contre les restrictions budgétaires de son ministère, et de Cécile Duflot et Pascal Canfin, qui, en avril 2014, avaient fait le procès de la rigueur. Le Premier ministre, Manuel Valls, estime qu'une « ligne jaune a été franchie » et, le 25 août 2014, il présente au président de la République François Hollande la démission de son gouvernement,, de préférence à un simple remaniement ministériel et provoquant une importante surprise politique.
Le chef de l’État demande au Premier ministre de « constituer une équipe en cohérence avec les orientations qu'il a lui-même définies pour [le] pays ». Les deux ministres qualifiés par les médias de « frondeurs » sont rejoints par Aurélie Filippetti qui fait connaître son refus de participer au nouveau gouvernement. Si le Parti radical de gauche (PRG) annonce son intention de se maintenir au gouvernement, les écologistes d'Europe Écologie Les Verts (EELV) refusent, de même certains proches de Martine Aubry, comme François Lamy. La formation du gouvernement s'effectue en 36 heures alors que l'agenda du président de la République est consacré aux cérémonies de commémoration du 70e anniversaire de la Libération.
Pour autant, une frange de parlementaires socialistes, surnommés les « Frondeurs », s'opposent à la politique économique et sociale de ce gouvernement.

## Composition initiale
Le Premier ministre est nommé par le décret du 25 août 2014, publié au Journal officiel le 26 août 2014. La composition du gouvernement est annoncée le 26 août 2014, selon l'usage, par le secrétaire général de l'Élysée, Jean-Pierre Jouyet ; elle est publiée au Journal officiel le 27 août 2014.
Le gouvernement, outre le Premier ministre, est composé de seize ministres : huit femmes et huit hommes, et de dix-sept secrétaires d'État : huit femmes et neuf hommes. Conforme au principe de parité, d'une moyenne d'âge de 53 ans, il comprend trente membres du Parti socialiste pour trois PRG et une divers gauche. Douze ministres conservent les fonctions qu'ils avaient dans le précédent gouvernement. Arnaud Montebourg est remplacé par le haut fonctionnaire Emmanuel Macron, son ministère perdant le « Redressement productif » au profit de l'Industrie. Benoît Hamon est remplacé par Najat Vallaud-Belkacem, elle-même l'étant par Patrick Kanner assisté de Myriam El Khomri nommée à la Politique de la ville. Le portefeuille des Droits des femmes revient à la ministre des Affaires sociales Marisol Touraine et à sa nouvelle secrétaire d'État Pascale Boistard. Le ministère de la Culture et de la Communication dirigé jusqu'alors par Aurélie Filippetti est confié à Fleur Pellerin, elle-même remplacée par Thomas Thévenoud au Commerce extérieur, au Tourisme et aux Français de l'étranger. Enfin Alain Vidalies, ancien ministre des Relations avec le Parlement des gouvernements Jean-Marc Ayrault. remplace Frédéric Cuvillier aux Transports.

### Premier ministre
- Premier ministre : Manuel Valls.

### Ministres
| Ministère                                                                                    | Titulaire | Titulaire              |
| -------------------------------------------------------------------------------------------- | --------- | ---------------------- |
| Ministre des Affaires étrangères et du Développement international                           |           | Laurent Fabius         |
| Ministre de l'Éducation nationale, de l'Enseignement supérieur et de la Recherche            |           | Najat Vallaud-Belkacem |
| Ministre de l'Économie, de l'Industrie et du Numérique                                       |           | Emmanuel Macron        |
| Ministre des Finances et des Comptes publics                                                 |           | Michel Sapin           |
| Ministre de la Défense                                                                       |           | Jean-Yves Le Drian     |
| Ministre de l'Écologie, du Développement durable et de l'Énergie                             |           | Ségolène Royal         |
| Garde des Sceaux, ministre de la Justice                                                     |           | Christiane Taubira     |
| Ministre de l’Intérieur                                                                      |           | Bernard Cazeneuve      |
| Ministre des Affaires sociales, de la Santé et des Droits des femmes                         |           | Marisol Touraine       |
| Ministre du Travail, de l'Emploi, de la Formation professionnelle et du Dialogue social      |           | François Rebsamen      |
| Ministre de l'Agriculture, de l'Agroalimentaire et de la Forêt, Porte-parole du gouvernement |           | Stéphane Le Foll       |
| Ministère de la Décentralisation et de la Fonction publique                                  |           | Marylise Lebranchu     |
| Ministère du Logement, de l'Égalité des territoires et de la Ruralité                        |           | Sylvia Pinel           |
| Ministre de la Culture et de la Communication                                                |           | Fleur Pellerin         |
| Ministre de la Ville, de la Jeunesse et des Sports                                           |           | Patrick Kanner         |
| Ministre des Outre-Mer                                                                       |           | George Pau-Langevin    |

### Secrétaires d'État auprès d'un ministre
- Secrétaire d'État auprès du Premier ministre, chargé des Relations avec le Parlement : Jean-Marie Le Guen ;
- Secrétaire d'État auprès du Premier ministre, chargé de la Réforme de l'État et de la Simplification : Thierry Mandon ;
- Secrétaire d'État auprès du ministre des Affaires étrangères et du Développement international, chargé des Affaires européennes : Harlem Désir ;
- Secrétaire d'État auprès du ministre des Affaires étrangères et du Développement international, chargée du Développement et de la Francophonie : Annick Girardin ;
- Secrétaire d'État auprès du ministre des Affaires étrangères et du Développement international, chargée du Commerce extérieur, de la Promotion du tourisme et des Français de l'étranger : Thomas Thévenoud ;
- Secrétaire d'État auprès de la ministre de l'Écologie, du Développement durable et de l'Énergie, chargé des Transports, de la Mer et de la Pêche : Alain Vidalies ;
- Secrétaire d'État auprès de la ministre de l'Éducation nationale, de l'Enseignement supérieur et de la Recherche, chargée de l'Enseignement supérieur et de la Recherche : Geneviève Fioraso ;
- Secrétaire d'État auprès du ministre des Finances et des Comptes publics, chargé du Budget : Christian Eckert ;
- Secrétaire d'État auprès du ministre de la Défense, chargé des Anciens combattants et de la Mémoire : Kader Arif ;
- Secrétaire d'État auprès de la ministre des Affaires sociales, de la Santé et des Droits des femmes, chargée de la Famille, des Personnes âgées et de l'Autonomie : Laurence Rossignol ;
- Secrétaire d'État auprès de la ministre des Affaires sociales, de la Santé et des Droits des femmes, chargée des Personnes handicapées et de la Lutte contre l'exclusion : Ségolène Neuville ;
- Secrétaire d'État auprès de la ministre des Affaires sociales, de la Santé et des Droits des femmes, chargée des Droits des femmes : Pascale Boistard ;
- Secrétaire d'État auprès du ministre de l'Économie, de l'Industrie et du Numérique, chargée du Commerce, de l'Artisanat, de la Consommation et de l'Économie sociale et solidaire : Carole Delga ;
- Secrétaire d'État auprès du ministre de l'Économie, de l'Industrie et du Numérique, chargée du Numérique : Axelle Lemaire ;
- Secrétaire d'État auprès de la ministre de la Décentralisation et de la Fonction publique, chargé de la Réforme territoriale : André Vallini ;
- Secrétaire d'État auprès du Ministre de la Ville, de la Jeunesse et des Sports, chargée de la Politique de la ville : Myriam El Khomri ;
- Secrétaire d'État auprès du Ministre de la Ville, de la Jeunesse et des Sports, chargé des Sports : Thierry Braillard

.

## Relations avec le parlement

### Déclaration de politique générale devant l'Assemblée nationale
Le 16 septembre 2014, le Premier ministre obtient la confiance de l'Assemblée nationale par 269 voix pour, 244 contre et 53 abstentions.
| Position   | Groupe | Groupe | Groupe | Groupe | Groupe | Groupe | Non-inscrits | Total |
| Position   | GDR    | SRC    | ECOLO  | RRDP   | UDI    | UMP    | Non-inscrits | Total |
| ---------- | ------ | ------ | ------ | ------ | ------ | ------ | ------------ | ----- |
| Position   |        |        |        |        |        |        | Non-inscrits | Total |
| POUR       | 2      | 253    | 0      | 13     | 0      | 0      | 1            | 269   |
| CONTRE     | 11     | 0      | 1      | 1      | 27     | 198    | 6            | 244   |
| ABSTENTION | 2      | 31     | 17     | 3      | 0      | 0      | 0            | 53    |
| NON-VOTANT | 0      | 5      | 0      | 0      | 3      | 1      | 2            | 11    |

### Motions de censure en application de l'article 49-3 de l'Assemblée nationale
Le gouvernement a utilisé l'article 49-3 à six reprises pour deux textes. Trois motions de censure ont été déposées dans les 48 heures en application de l'article, et ont donc fait l'objet d'un vote.
Le 19 février 2015, la motion de censure obtient 234 voix pour. Elle est rejetée.
Le 18 juin 2015, la motion de censure obtient 198 voix pour. Elle est par conséquent rejetée.
Le 12 mai 2016, la motion de censure obtient 246 voix pour. Elle est donc rejetée.
| Position          | Groupe | Groupe | Groupe | Groupe | Groupe | Groupe | Non-inscrits | Total |
| Position          | GDR    | SRC    | ECOLO  | RRDP   | UDI    | UMP    | Non-inscrits | Total |
| ----------------- | ------ | ------ | ------ | ------ | ------ | ------ | ------------ | ----- |
| Position          |        |        |        |        |        |        | Non-inscrits | Total |
| POUR (19/02/2015) | 6      | 0      | 1      | 0      | 23     | 198    | 6            | 234   |
| POUR (18/06/2015) | 9      | 0      | 1      | 0      | 24     | 161    | 3            | 198   |
| POUR (12/05/2016) | 11     | 0      | 2      | 1      | 27     | 196    | 9            | 246   |

## Modifications
Après sa nomination, le gouvernement a été modifié à 10 reprises.

### Ajustement du 4 septembre 2014
Thomas Thévenoud, secrétaire d'État chargé du Commerce extérieur, de la Promotion du tourisme et des Français de l'étranger, démissionne le 4 septembre 2014, à la suite de problèmes avec le fisc. Il est remplacé par Matthias Fekl, député du Lot-et-Garonne,.

### Ajustement du 21 novembre 2014
Kader Arif, secrétaire d'État chargé des Anciens combattants, démissionne le 21 novembre 2014, à la suite d'une enquête portant sur des attributions de marchés publics. Il est remplacé par Jean-Marc Todeschini, sénateur de la Moselle.

### Ajustement du 5 mars 2015
Geneviève Fioraso, secrétaire d'État chargée de l'Enseignement supérieur et de la Recherche, démissionne le 5 mars 2015 pour des raisons de santé. Sa ministre de tutelle, Najat Vallaud-Belkacem, reprend ses attributions.

### Remaniement du 17 juin 2015
Carole Delga, secrétaire d'État chargée du Commerce, de l'Artisanat, de la Consommation et de l'Économie sociale et solidaire, quitte le gouvernement pour mener la campagne des régionales en Languedoc-Roussillon-Midi-Pyrénées.
Ce remaniement 17 juin 2015 est lié à la démission de Geneviève Fioraso et de Carole Delga :
- Thierry Mandon est nommé secrétaire d'État chargé de l'Enseignement supérieur et de la Recherche ;
- Clotilde Valter remplace Thierry Mandon au secrétariat d'État à la Réforme de l'État et à la Simplification ;
- Martine Pinville remplace Carole Delga comme secrétaire d'État chargée du Commerce, de l'Artisanat, de la Consommation et de l'Économie sociale et solidaire.

Par ailleurs Laurence Rossignol, secrétaire d'État chargé de la Famille, des Personnes âgées et de l'Autonomie devient secrétaire d'État chargé de la Famille, de l'Enfance, des Personnes âgées et de l'Autonomie.

### Ajustement du 2 septembre 2015
François Rebsamen, ministre du Travail, de l'Emploi, de la Formation professionnelle et du Dialogue social, annonce sa démission lors du Conseil des ministres du 19 août 2015, à la suite de son élection comme maire de Dijon le 10 août.
Myriam El Khomri remplace François Rebsamen dans cette fonction. Ses fonctions de secrétaire d'État à la Politique de la ville sont reprises par son ancien ministre de tutelle Patrick Kanner.

### Ajustement du 27 janvier 2016
Christiane Taubira, garde des Sceaux, ministre de la Justice, annonce sa démission et est remplacée par Jean-Jacques Urvoas, député de la première circonscription du Finistère et président de la commission des Lois,.

### Remaniement du 11 février 2016
Le gouvernement est remanié par un décret du président de la République en date du 11 février 2016 publié au Journal officiel.
Le remaniement du gouvernement est annoncé par un communiqué de presse de l'Élysée.
- Laurent Fabius quitte le Quai d'Orsay pour la présidence du Conseil constitutionnel. Il est remplacé par l'ancien Premier ministre Jean-Marc Ayrault.
- Marylise Lebranchu, ministre de la Décentralisation et de la Fonction publique, est également écartée et est remplacée à la Fonction publique par Annick Girardin, jusqu'alors secrétaire d'État au Développement et à la Francophonie.
- Jean-Michel Baylet, président du parti radical de gauche, intègre le gouvernement en tant que ministre de l'Aménagement du territoire, de la Ruralité et des Collectivités territoriales.
- Fleur Pellerin n'est pas non plus reconduite à son poste et est remplacée par la conseillère culture de François Hollande, Audrey Azoulay au ministère de la Culture et de la Communication.
- Sylvia Pinel, ministre du Logement, de l'Égalité des territoires et de la Ruralité, qui souhaitait partir du gouvernement pour se consacrer pleinement à la vice-présidence du Conseil régional de Languedoc-Roussillon-Midi-Pyrénées, est remplacée au Logement et à l'Habitat durable par Emmanuelle Cosse, secrétaire nationale d'Europe Écologie Les Verts[32].
- Laurence Rossignol devient ministre de la Famille, de l'Enfance et des Droits des femmes.

Deux élus écologistes, ayant quitté le parti EÉLV, intègrent également le gouvernement : Jean-Vincent Placé devient secrétaire d’État à la réforme de l’État et à la Simplification et Barbara Pompili secrétaire d’État chargée de la Biodiversité. Jean-Vincent Placé remplace Clotilde Valter, qui change de portefeuille pour le secrétariat d'État chargée de la Formation professionnelle et de l'Apprentissage. D'autres changements ont lieu au niveau des secrétaires d'État : Ericka Bareigts devient secrétaire d’État chargée de l’Égalité réelle et Juliette Méadel, alors porte-parole du PS, secrétaire d’État chargée de l’Aide aux victimes, toutes deux rattachées auprès du Premier ministre ; André Vallini, jusque-là secrétaire d’État à la Réforme territoriale, passe au Développement et à la Francophonie, à la place d'Annick Girardin ; Pascale Boistard, jusque-là aux Droits des femmes, devient secrétaire d’État chargée des Personnes âgées et de l’Autonomie, à la place de Laurence Rossignol ; Estelle Grelier devient quant à elle secrétaire d’État chargée des Collectivités territoriales auprès de Jean-Michel Baylet et Hélène Geoffroy, secrétaire d’État chargée de la Ville auprès de Patrick Kanner.

### Ajustement du 3 mars 2016
Le 3 mars 2016, le ministère de la Famille, de l'Enfance et des Droits des femmes est rebaptisé ministère des Familles, de l'Enfance et des Droits des femmes, toujours dirigé par Laurence Rossignol.

### Remaniement du 30 août 2016
Le 30 août 2016, le ministre de l'Économie, de l'Industrie et du Numérique Emmanuel Macron démissionne pour se consacrer entièrement à son mouvement politique, En marche !. Michel Sapin, ministre des Finances et des Comptes Publics reprend le ministère détenu par Emmanuel Macron. Son poste est dénommé ministre de l'Économie et des Finances.
La ministre des Outre-mer George Pau-Langevin démissionne pour « raisons personnelles ». Ericka Bareigts, secrétaire d'État chargée de l'Égalité réelle, lui succède.

### Ajustement du1erseptembre 2016
À la suite de la démission, deux jours auparavant, d'Emmanuel Macron , Christophe Sirugue, député de la cinquième circonscription de Saône-et-Loire, est nommé secrétaire d'État chargé de l'Industrie, tandis qu'Axelle Lemaire, déjà secrétaire d'État chargée du Numérique, prend le titre de secrétaire d'État chargée du Numérique et de l'Innovation.

## Organisation fonctionnelle

### Organisation fonctionnelle du 26 août au 4 septembre 2014
Premier ministre
- Manuel Valls, Premier ministre
- Jean-Marie Le Guen, secrétaire d'État auprès du Premier ministre, chargé des Relations avec le Parlement
- Thierry Mandon, secrétaire d'État auprès du Premier ministre, chargé de la Réforme de l'État et de la Simplification

Ministère des Affaires étrangères et du Développement international
- Laurent Fabius, ministre des Affaires étrangères et du Développement international
- Harlem Désir, secrétaire d'État auprès du ministre des Affaires étrangères et du Développement international, chargé des Affaires européennes
- Annick Girardin, secrétaire d'État auprès du ministre des Affaires étrangères et du Développement international, chargée du Développement et de la Francophonie
- Thomas Thévenoud, secrétaire d'État auprès du ministre des Affaires étrangères et du Développement international, chargé du Commerce extérieur, de la Promotion du tourisme et des Français de l'étranger

Ministère de l'Écologie, du Développement durable et de l'Énergie
- Ségolène Royal, ministre de l'Écologie, de l'Environnement et de l'Énergie
- Alain Vidalies, secrétaire d'État auprès de la ministre de l'Écologie, du Développement durable et de l'Énergie, chargé des Transports, de la Mer et de la Pêche

Ministère de l'Éducation nationale, de l'Enseignement supérieur et de la Recherche
- Najat Vallaud-Belkacem, ministre de l'Éducation nationale, de l'Enseignement supérieur et de la Recherche
- Geneviève Fioraso, secrétaire d'État auprès de la ministre de l'Éducation nationale, de l'Enseignement supérieur et de la Recherche, chargée de l'Enseignement supérieur et de la Recherche

Ministère de la Justice
- Christiane Taubira, garde des Sceaux, ministre de la Justice

Ministère des Finances et des Comptes publics
- Michel Sapin, ministre des Finances et des Comptes publics
- Christian Eckert, secrétaire d'État auprès du ministre des Finances et des Comptes publics, chargé du Budget

Ministère de la Défense
- Jean-Yves Le Drian, ministre de la Défense
- Kader Arif, secrétaire d'État auprès du ministre de la Défense, chargé des Anciens combattants et de la Mémoire

Ministère des Affaires sociales, de la Santé et des Droits des femmes
- Marisol Touraine, ministre des Affaires sociales, de la Santé et des Droits des femmes
- Laurence Rossignol, secrétaire d'État auprès de la ministre des Affaires sociales, de la Santé et des Droits des femmes, chargée de la Famille, des Personnes âgées et de l'Autonomie
- Ségolène Neuville, secrétaire d'État auprès de la ministre des Affaires sociales, de la Santé et des Droits des femmes, chargée des Personnes handicapées et de la Lutte contre l'exclusion
- Pascale Boistard, secrétaire d'État auprès de la ministre des Affaires sociales, de la Santé et des Droits des femmes, chargée des Droits des femmes

Ministère du Travail, de l'Emploi, de la Formation professionnelle et du Dialogue social
- François Rebsamen, ministre du Travail, de l'Emploi, de la Formation professionnelle et du Dialogue social

Ministère de l'Intérieur
- Bernard Cazeneuve, ministre de l'Intérieur

Ministère de l'Agriculture, de l'Agroalimentaire et de la Forêt
- Stéphane Le Foll, ministre de l'Agriculture, de l'Agroalimentaire et de la Forêt, porte-parole du Gouvernement

Ministère de l'Économie, de l'Industrie et du Numérique
- Emmanuel Macron, ministre de l'Économie, de l'Industrie et du Numérique
- Carole Delga, secrétaire d'État auprès du ministre de l'Économie, de l'Industrie et du Numérique, chargée du Commerce, de l'Artisanat, de la Consommation et de l'Économie sociale et solidaire
- Axelle Lemaire, secrétaire d'État auprès du ministre de l'Économie, de l'Industrie et du Numérique, chargée du Numérique

Ministère du Logement, de l'Égalité des territoires et de la Ruralité
- Sylvia Pinel, ministre du Logement, de l'Égalité des territoires et de la Ruralité

Ministère de la Décentralisation et de la Fonction publique
- Marylise Lebranchu, ministre de la Décentralisation et de la Fonction publique
- André Vallini, secrétaire d'État auprès de la ministre de la Décentralisation et de la Fonction publique, chargé de la Réforme territoriale

Ministère de la Culture et de la Communication
- Fleur Pellerin, ministre de la Culture et de la Communication

Ministère de la Ville, de la Jeunesse et des Sports
- Patrick Kanner, ministre de la Ville, de la Jeunesse et des Sports
- Myriam El Khomri, secrétaire d'État auprès du ministre de la Ville, de la Jeunesse et des Sports, chargée de la Politique de la ville
- Thierry Braillard, secrétaire d'État auprès du ministre de la Ville, de la Jeunesse et des Sports, chargé des Sports

Ministère des Outre-mer
- George Pau-Langevin, ministre des Outre-mer

### Organisation fonctionnelle du 4 septembre au 21 novembre 2014
Premier ministre
- Manuel Valls, Premier ministre
- Jean-Marie Le Guen, secrétaire d'État auprès du Premier ministre, chargé des Relations avec le Parlement
- Thierry Mandon, secrétaire d'État auprès du Premier ministre, chargé de la Réforme de l'État et de la Simplification

Ministère des Affaires étrangères et du Développement international
- Laurent Fabius, ministre des Affaires étrangères et du Développement international
- Harlem Désir, secrétaire d'État auprès du ministre des Affaires étrangères et du Développement international, chargé des Affaires européennes
- Annick Girardin, secrétaire d'État auprès du ministre des Affaires étrangères et du Développement international, chargée du Développement et de la Francophonie
- Matthias Fekl, secrétaire d'État auprès du ministre des Affaires étrangères et du Développement international, chargé du Commerce extérieur, de la Promotion du tourisme et des Français de l'étranger

Ministère de l'Écologie, du Développement durable et de l'Énergie
- Ségolène Royal, ministre de l'Écologie, de l'Environnement et de l'Énergie
- Alain Vidalies, secrétaire d'État auprès de la ministre de l'Écologie, du Développement durable et de l'Énergie, chargé des Transports, de la Mer et de la Pêche

Ministère de l'Éducation nationale, de l'Enseignement supérieur et de la Recherche
- Najat Vallaud-Belkacem, ministre de l'Éducation nationale, de l'Enseignement supérieur et de la Recherche
- Geneviève Fioraso, secrétaire d'État auprès de la ministre de l'Éducation nationale, de l'Enseignement supérieur et de la Recherche, chargée de l'Enseignement supérieur et de la Recherche

Ministère de la Justice
- Christiane Taubira, garde des Sceaux, ministre de la Justice

Ministère des Finances et des Comptes publics
- Michel Sapin, ministre des Finances et des Comptes publics
- Christian Eckert, secrétaire d'État auprès du ministre des Finances et des Comptes publics, chargé du Budget

Ministère de la Défense
- Jean-Yves Le Drian, ministre de la Défense
- Kader Arif, secrétaire d'État auprès du ministre de la Défense, chargé des Anciens combattants et de la Mémoire

Ministère des Affaires sociales, de la Santé et des Droits des femmes
- Marisol Touraine, ministre des Affaires sociales, de la Santé et des Droits des femmes
- Laurence Rossignol, secrétaire d'État auprès de la ministre des Affaires sociales, de la Santé et des Droits des femmes, chargée de la Famille, des Personnes âgées et de l'Autonomie
- Ségolène Neuville, secrétaire d'État auprès de la ministre des Affaires sociales, de la Santé et des Droits des femmes, chargée des Personnes handicapées et de la Lutte contre l'exclusion
- Pascale Boistard, secrétaire d'État auprès de la ministre des Affaires sociales, de la Santé et des Droits des femmes, chargée des Droits des femmes

Ministère du Travail, de l'Emploi, de la Formation professionnelle et du Dialogue social
- François Rebsamen, ministre du Travail, de l'Emploi, de la Formation professionnelle et du Dialogue social

Ministère de l'Intérieur
- Bernard Cazeneuve, ministre de l'Intérieur

Ministère de l'Agriculture, de l'Agroalimentaire et de la Forêt
- Stéphane Le Foll, ministre de l'Agriculture, de l'Agroalimentaire et de la Forêt, porte-parole du Gouvernement

Ministère de l'Économie, de l'Industrie et du Numérique
- Emmanuel Macron, ministre de l'Économie, de l'Industrie et du Numérique
- Carole Delga, secrétaire d'État auprès du ministre de l'Économie, de l'Industrie et du Numérique, chargée du Commerce, de l'Artisanat, de la Consommation et de l'Économie sociale et solidaire
- Axelle Lemaire, secrétaire d'État auprès du ministre de l'Économie, de l'Industrie et du Numérique, chargée du Numérique

Ministère du Logement, de l'Égalité des territoires et de la Ruralité
- Sylvia Pinel, ministre du Logement, de l'Égalité des territoires et de la Ruralité

Ministère de la Décentralisation et de la Fonction publique
- Marylise Lebranchu, ministre de la Décentralisation et de la Fonction publique
- André Vallini, secrétaire d'État auprès de la ministre de la Décentralisation et de la Fonction publique, chargé de la Réforme territoriale

Ministère de la Culture et de la Communication
- Fleur Pellerin, ministre de la Culture et de la Communication

Ministère de la Ville, de la Jeunesse et des Sports
- Patrick Kanner, ministre de la Ville, de la Jeunesse et des Sports
- Myriam El Khomri, secrétaire d'État auprès du ministre de la Ville, de la Jeunesse et des Sports, chargée de la Politique de la ville
- Thierry Braillard, secrétaire d'État auprès du ministre de la Ville, de la Jeunesse et des Sports, chargé des Sports

Ministère des Outre-mer
- George Pau-Langevin, ministre des Outre-mer

### Organisation fonctionnelle du 21 novembre 2014 au 5 mars 2015
Premier ministre
- Manuel Valls, Premier ministre
- Jean-Marie Le Guen, secrétaire d'État auprès du Premier ministre, chargé des Relations avec le Parlement
- Thierry Mandon, secrétaire d'État auprès du Premier ministre, chargé de la Réforme de l'État et de la Simplification

Ministère des Affaires étrangères et du Développement international
- Laurent Fabius, ministre des Affaires étrangères et du Développement international
- Harlem Désir, secrétaire d'État auprès du ministre des Affaires étrangères et du Développement international, chargé des Affaires européennes
- Annick Girardin, secrétaire d'État auprès du ministre des Affaires étrangères et du Développement international, chargée du Développement et de la Francophonie
- Matthias Fekl, secrétaire d'État auprès du ministre des Affaires étrangères et du Développement international, chargé du Commerce extérieur, de la Promotion du tourisme et des Français de l'étranger

Ministère de l'Écologie, du Développement durable et de l'Énergie
- Ségolène Royal, ministre de l'Écologie, de l'Environnement et de l'Énergie
- Alain Vidalies, secrétaire d'État auprès de la ministre de l'Écologie, du Développement durable et de l'Énergie, chargé des Transports, de la Mer et de la Pêche

Ministère de l'Éducation nationale, de l'Enseignement supérieur et de la Recherche
- Najat Vallaud-Belkacem, ministre de l'Éducation nationale, de l'Enseignement supérieur et de la Recherche
- Geneviève Fioraso, secrétaire d'État auprès de la ministre de l'Éducation nationale, de l'Enseignement supérieur et de la Recherche, chargée de l'Enseignement supérieur et de la Recherche

Ministère de la Justice
- Christiane Taubira, garde des Sceaux, ministre de la Justice

Ministère des Finances et des Comptes publics
- Michel Sapin, ministre des Finances et des Comptes publics
- Christian Eckert, secrétaire d'État auprès du ministre des Finances et des Comptes publics, chargé du Budget

Ministère de la Défense
- Jean-Yves Le Drian, ministre de la Défense
- Jean-Marc Todeschini, secrétaire d'État auprès du ministre de la Défense, chargé des Anciens combattants et de la Mémoire

Ministère des Affaires sociales, de la Santé et des Droits des femmes
- Marisol Touraine, ministre des Affaires sociales, de la Santé et des Droits des femmes
- Laurence Rossignol, secrétaire d'État auprès de la ministre des Affaires sociales, de la Santé et des Droits des femmes, chargée de la Famille, des Personnes âgées et de l'Autonomie
- Ségolène Neuville, secrétaire d'État auprès de la ministre des Affaires sociales, de la Santé et des Droits des femmes, chargée des Personnes handicapées et de la Lutte contre l'exclusion
- Pascale Boistard, secrétaire d'État auprès de la ministre des Affaires sociales, de la Santé et des Droits des femmes, chargée des Droits des femmes

Ministère du Travail, de l'Emploi, de la Formation professionnelle et du Dialogue social
- François Rebsamen, ministre du Travail, de l'Emploi, de la Formation professionnelle et du Dialogue social

Ministère de l'Intérieur
- Bernard Cazeneuve, ministre de l'Intérieur

Ministère de l'Agriculture, de l'Agroalimentaire et de la Forêt
- Stéphane Le Foll, ministre de l'Agriculture, de l'Agroalimentaire et de la Forêt, porte-parole du Gouvernement

Ministère de l'Économie, de l'Industrie et du Numérique
- Emmanuel Macron, ministre de l'Économie, de l'Industrie et du Numérique
- Carole Delga, secrétaire d'État auprès du ministre de l'Économie, de l'Industrie et du Numérique, chargée du Commerce, de l'Artisanat, de la Consommation et de l'Économie sociale et solidaire
- Axelle Lemaire, secrétaire d'État auprès du ministre de l'Économie, de l'Industrie et du Numérique, chargée du Numérique

Ministère du Logement, de l'Égalité des territoires et de la Ruralité
- Sylvia Pinel, ministre du Logement, de l'Égalité des territoires et de la Ruralité

Ministère de la Décentralisation et de la Fonction publique
- Marylise Lebranchu, ministre de la Décentralisation et de la Fonction publique
- André Vallini, secrétaire d'État auprès de la ministre de la Décentralisation et de la Fonction publique, chargé de la Réforme territoriale

Ministère de la Culture et de la Communication
- Fleur Pellerin, ministre de la Culture et de la Communication

Ministère de la Ville, de la Jeunesse et des Sports
- Patrick Kanner, ministre de la Ville, de la Jeunesse et des Sports
- Myriam El Khomri, secrétaire d'État auprès du ministre de la Ville, de la Jeunesse et des Sports, chargée de la Politique de la ville
- Thierry Braillard, secrétaire d'État auprès du ministre de la Ville, de la Jeunesse et des Sports, chargé des Sports

Ministère des Outre-mer
- George Pau-Langevin, ministre des Outre-mer

### Organisation fonctionnelle du 5 mars au 17 juin 2015
Premier ministre
- Manuel Valls, Premier ministre
- Jean-Marie Le Guen, secrétaire d'État auprès du Premier ministre, chargé des Relations avec le Parlement
- Thierry Mandon, secrétaire d'État auprès du Premier ministre, chargé de la Réforme de l'État et de la Simplification

Ministère des Affaires étrangères et du Développement international
- Laurent Fabius, ministre des Affaires étrangères et du Développement international
- Harlem Désir, secrétaire d'État auprès du ministre des Affaires étrangères et du Développement international, chargé des Affaires européennes
- Annick Girardin, secrétaire d'État auprès du ministre des Affaires étrangères et du Développement international, chargée du Développement et de la Francophonie
- Matthias Fekl, secrétaire d'État auprès du ministre des Affaires étrangères et du Développement international, chargé du Commerce extérieur, de la Promotion du tourisme et des Français de l'étranger

Ministère de l'Écologie, du Développement durable et de l'Énergie
- Ségolène Royal, ministre de l'Écologie, de l'Environnement et de l'Énergie
- Alain Vidalies, secrétaire d'État auprès de la ministre de l'Écologie, du Développement durable et de l'Énergie, chargé des Transports, de la Mer et de la Pêche

Ministère de l'Éducation nationale, de l'Enseignement supérieur et de la Recherche
- Najat Vallaud-Belkacem, ministre de l'Éducation nationale, de l'Enseignement supérieur et de la Recherche

Ministère de la Justice
- Christiane Taubira, garde des Sceaux, ministre de la Justice

Ministère des Finances et des Comptes publics
- Michel Sapin, ministre des Finances et des Comptes publics
- Christian Eckert, secrétaire d'État auprès du ministre des Finances et des Comptes publics, chargé du Budget

Ministère de la Défense
- Jean-Yves Le Drian, ministre de la Défense
- Jean-Marc Todeschini, secrétaire d'État auprès du ministre de la Défense, chargé des Anciens combattants et de la Mémoire

Ministère des Affaires sociales, de la Santé et des Droits des femmes
- Marisol Touraine, ministre des Affaires sociales, de la Santé et des Droits des femmes
- Laurence Rossignol, secrétaire d'État auprès de la ministre des Affaires sociales, de la Santé et des Droits des femmes, chargée de la Famille, des Personnes âgées et de l'Autonomie
- Ségolène Neuville, secrétaire d'État auprès de la ministre des Affaires sociales, de la Santé et des Droits des femmes, chargée des Personnes handicapées et de la Lutte contre l'exclusion
- Pascale Boistard, secrétaire d'État auprès de la ministre des Affaires sociales, de la Santé et des Droits des femmes, chargée des Droits des femmes

Ministère du Travail, de l'Emploi, de la Formation professionnelle et du Dialogue social
- François Rebsamen, ministre du Travail, de l'Emploi, de la Formation professionnelle et du Dialogue social

Ministère de l'Intérieur
- Bernard Cazeneuve, ministre de l'Intérieur

Ministère de l'Agriculture, de l'Agroalimentaire et de la Forêt
- Stéphane Le Foll, ministre de l'Agriculture, de l'Agroalimentaire et de la Forêt, porte-parole du Gouvernement

Ministère de l'Économie, de l'Industrie et du Numérique
- Emmanuel Macron, ministre de l'Économie, de l'Industrie et du Numérique
- Carole Delga, secrétaire d'État auprès du ministre de l'Économie, de l'Industrie et du Numérique, chargée du Commerce, de l'Artisanat, de la Consommation et de l'Économie sociale et solidaire
- Axelle Lemaire, secrétaire d'État auprès du ministre de l'Économie, de l'Industrie et du Numérique, chargée du Numérique

Ministère du Logement, de l'Égalité des territoires et de la Ruralité
- Sylvia Pinel, ministre du Logement, de l'Égalité des territoires et de la Ruralité

Ministère de la Décentralisation et de la Fonction publique
- Marylise Lebranchu, ministre de la Décentralisation et de la Fonction publique
- André Vallini, secrétaire d'État auprès de la ministre de la Décentralisation et de la Fonction publique, chargé de la Réforme territoriale

Ministère de la Culture et de la Communication
- Fleur Pellerin, ministre de la Culture et de la Communication

Ministère de la Ville, de la Jeunesse et des Sports
- Patrick Kanner, ministre de la Ville, de la Jeunesse et des Sports
- Myriam El Khomri, secrétaire d'État auprès du ministre de la Ville, de la Jeunesse et des Sports, chargée de la Politique de la ville
- Thierry Braillard, secrétaire d'État auprès du ministre de la Ville, de la Jeunesse et des Sports, chargé des Sports

Ministère des Outre-mer
- George Pau-Langevin, ministre des Outre-mer

### Organisation fonctionnelle du 17 juin au 2 septembre 2015
Premier ministre
- Manuel Valls, Premier ministre
- Jean-Marie Le Guen, secrétaire d'État auprès du Premier ministre, chargé des Relations avec le Parlement
- Clotilde Valter, secrétaire d'État auprès du Premier ministre, chargée de la Réforme de l'État et de la Simplification

Ministère des Affaires étrangères et du Développement international
- Laurent Fabius, ministre des Affaires étrangères et du Développement international
- Harlem Désir, secrétaire d'État auprès du ministre des Affaires étrangères et du Développement international, chargé des Affaires européennes
- Annick Girardin, secrétaire d'État auprès du ministre des Affaires étrangères et du Développement international, chargée du Développement et de la Francophonie
- Matthias Fekl, secrétaire d'État auprès du ministre des Affaires étrangères et du Développement international, chargé du Commerce extérieur, de la Promotion du tourisme et des Français de l'étranger

Ministère de l'Écologie, du Développement durable et de l'Énergie
- Ségolène Royal, ministre de l'Écologie, de l'Environnement et de l'Énergie
- Alain Vidalies, secrétaire d'État auprès de la ministre de l'Écologie, du Développement durable et de l'Énergie, chargé des Transports, de la Mer et de la Pêche

Ministère de l'Éducation nationale, de l'Enseignement supérieur et de la Recherche
- Najat Vallaud-Belkacem, ministre de l'Éducation nationale, de l'Enseignement supérieur et de la Recherche
- Thierry Mandon, secrétaire d'État auprès de la ministre de l'Éducation nationale, de l'Enseignement supérieur et de la Recherche, chargé de l'Enseignement supérieur et de la Recherche

Ministère de la Justice
- Christiane Taubira, garde des Sceaux, ministre de la Justice

Ministère des Finances et des Comptes publics
- Michel Sapin, ministre des Finances et des Comptes publics
- Christian Eckert, secrétaire d'État auprès du ministre des Finances et des Comptes publics, chargé du Budget

Ministère de la Défense
- Jean-Yves Le Drian, ministre de la Défense
- Jean-Marc Todeschini, secrétaire d'État auprès du ministre de la Défense, chargé des Anciens combattants et de la Mémoire

Ministère des Affaires sociales, de la Santé et des Droits des femmes
- Marisol Touraine, ministre des Affaires sociales, de la Santé et des Droits des femmes
- Laurence Rossignol, secrétaire d'État auprès de la ministre des Affaires sociales, de la Santé et des Droits des femmes, chargée de la Famille, de l'Enfance, des Personnes âgées et de l'Autonomie
- Ségolène Neuville, secrétaire d'État auprès de la ministre des Affaires sociales, de la Santé et des Droits des femmes, chargée des Personnes handicapées et de la Lutte contre l'exclusion
- Pascale Boistard, secrétaire d'État auprès de la ministre des Affaires sociales, de la Santé et des Droits des femmes, chargée des Droits des femmes

Ministère du Travail, de l'Emploi, de la Formation professionnelle et du Dialogue social
- François Rebsamen, ministre du Travail, de l'Emploi, de la Formation professionnelle et du Dialogue social

Ministère de l'Intérieur
- Bernard Cazeneuve, ministre de l'Intérieur

Ministère de l'Agriculture, de l'Agroalimentaire et de la Forêt
- Stéphane Le Foll, ministre de l'Agriculture, de l'Agroalimentaire et de la Forêt, porte-parole du Gouvernement

Ministère de l'Économie, de l'Industrie et du Numérique
- Emmanuel Macron, ministre de l'Économie, de l'Industrie et du Numérique
- Martine Pinville, secrétaire d'État auprès du ministre de l'Économie, de l'Industrie et du Numérique, chargée du Commerce, de l'Artisanat, de la Consommation et de l'Économie sociale et solidaire
- Axelle Lemaire, secrétaire d'État auprès du ministre de l'Économie, de l'Industrie et du Numérique, chargée du Numérique

Ministère du Logement, de l'Égalité des territoires et de la Ruralité
- Sylvia Pinel, ministre du Logement, de l'Égalité des territoires et de la Ruralité

Ministère de la Décentralisation et de la Fonction publique
- Marylise Lebranchu, ministre de la Décentralisation et de la Fonction publique
- André Vallini, secrétaire d'État auprès de la ministre de la Décentralisation et de la Fonction publique, chargé de la Réforme territoriale

Ministère de la Culture et de la Communication
- Fleur Pellerin, ministre de la Culture et de la Communication

Ministère de la Ville, de la Jeunesse et des Sports
- Patrick Kanner, ministre de la Ville, de la Jeunesse et des Sports
- Myriam El Khomri, secrétaire d'État auprès du ministre de la Ville, de la Jeunesse et des Sports, chargée de la Politique de la ville
- Thierry Braillard, secrétaire d'État auprès du ministre de la Ville, de la Jeunesse et des Sports, chargé des Sports

Ministère des Outre-mer
- George Pau-Langevin, ministre des Outre-mer

### Organisation fonctionnelle du 2 septembre 2015 au 27 janvier 2016
Premier ministre
- Manuel Valls, Premier ministre
- Jean-Marie Le Guen, secrétaire d'État auprès du Premier ministre, chargé des Relations avec le Parlement
- Clotilde Valter, secrétaire d'État auprès du Premier ministre, chargée de la Réforme de l'État et de la Simplification

Ministère des Affaires étrangères et du Développement international
- Laurent Fabius, ministre des Affaires étrangères et du Développement international
- Harlem Désir, secrétaire d'État auprès du ministre des Affaires étrangères et du Développement international, chargé des Affaires européennes
- Annick Girardin, secrétaire d'État auprès du ministre des Affaires étrangères et du Développement international, chargée du Développement et de la Francophonie
- Matthias Fekl, secrétaire d'État auprès du ministre des Affaires étrangères et du Développement international, chargé du Commerce extérieur, de la Promotion du tourisme et des Français de l'étranger

Ministère de l'Écologie, du Développement durable et de l'Énergie
- Ségolène Royal, ministre de l'Écologie, de l'Environnement et de l'Énergie
- Alain Vidalies, secrétaire d'État auprès de la ministre de l'Écologie, du Développement durable et de l'Énergie, chargé des Transports, de la Mer et de la Pêche

Ministère de l'Éducation nationale, de l'Enseignement supérieur et de la Recherche
- Najat Vallaud-Belkacem, ministre de l'Éducation nationale, de l'Enseignement supérieur et de la Recherche
- Thierry Mandon, secrétaire d'État auprès de la ministre de l'Éducation nationale, de l'Enseignement supérieur et de la Recherche, chargé de l'Enseignement supérieur et de la Recherche

Ministère de la Justice
- Christiane Taubira, garde des Sceaux, ministre de la Justice

Ministère des Finances et des Comptes publics
- Michel Sapin, ministre des Finances et des Comptes publics
- Christian Eckert, secrétaire d'État auprès du ministre des Finances et des Comptes publics, chargé du Budget

Ministère de la Défense
- Jean-Yves Le Drian, ministre de la Défense
- Jean-Marc Todeschini, secrétaire d'État auprès du ministre de la Défense, chargé des Anciens combattants et de la Mémoire

Ministère des Affaires sociales, de la Santé et des Droits des femmes
- Marisol Touraine, ministre des Affaires sociales, de la Santé et des Droits des femmes
- Laurence Rossignol, secrétaire d'État auprès de la ministre des Affaires sociales, de la Santé et des Droits des femmes, chargée de la Famille, de l'Enfance, des Personnes âgées et de l'Autonomie
- Ségolène Neuville, secrétaire d'État auprès de la ministre des Affaires sociales, de la Santé et des Droits des femmes, chargée des Personnes handicapées et de la Lutte contre l'exclusion
- Pascale Boistard, secrétaire d'État auprès de la ministre des Affaires sociales, de la Santé et des Droits des femmes, chargée des Droits des femmes

Ministère du Travail, de l'Emploi, de la Formation professionnelle et du Dialogue social
- Myriam El Khomri, ministre du Travail, de l'Emploi, de la Formation professionnelle et du Dialogue social

Ministère de l'Intérieur
- Bernard Cazeneuve, ministre de l'Intérieur

Ministère de l'Agriculture, de l'Agroalimentaire et de la Forêt
- Stéphane Le Foll, ministre de l'Agriculture, de l'Agroalimentaire et de la Forêt, porte-parole du Gouvernement

Ministère de l'Économie, de l'Industrie et du Numérique
- Emmanuel Macron, ministre de l'Économie, de l'Industrie et du Numérique
- Martine Pinville, secrétaire d'État auprès du ministre de l'Économie, de l'Industrie et du Numérique, chargée du Commerce, de l'Artisanat, de la Consommation et de l'Économie sociale et solidaire
- Axelle Lemaire, secrétaire d'État auprès du ministre de l'Économie, de l'Industrie et du Numérique, chargée du Numérique

Ministère du Logement, de l'Égalité des territoires et de la Ruralité
- Sylvia Pinel, ministre du Logement, de l'Égalité des territoires et de la Ruralité

Ministère de la Décentralisation et de la Fonction publique
- Marylise Lebranchu, ministre de la Décentralisation et de la Fonction publique
- André Vallini, secrétaire d'État auprès de la ministre de la Décentralisation et de la Fonction publique, chargé de la Réforme territoriale

Ministère de la Culture et de la Communication
- Fleur Pellerin, ministre de la Culture et de la Communication

Ministère de la Ville, de la Jeunesse et des Sports
- Patrick Kanner, ministre de la Ville, de la Jeunesse et des Sports
- Thierry Braillard, secrétaire d'État auprès du ministre de la Ville, de la Jeunesse et des Sports, chargé des Sports

Ministère des Outre-mer
- George Pau-Langevin, ministre des Outre-mer

### Organisation fonctionnelle du 27 janvier au 11 février 2016
Premier ministre
- Manuel Valls, Premier ministre
- Jean-Marie Le Guen, secrétaire d'État auprès du Premier ministre, chargé des Relations avec le Parlement
- Clotilde Valter, secrétaire d'État auprès du Premier ministre, chargée de la Réforme de l'État et de la Simplification

Ministère des Affaires étrangères et du Développement international
- Laurent Fabius, ministre des Affaires étrangères et du Développement international
- Harlem Désir, secrétaire d'État auprès du ministre des Affaires étrangères et du Développement international, chargé des Affaires européennes
- Annick Girardin, secrétaire d'État auprès du ministre des Affaires étrangères et du Développement international, chargée du Développement et de la Francophonie
- Matthias Fekl, secrétaire d'État auprès du ministre des Affaires étrangères et du Développement international, chargé du Commerce extérieur, de la Promotion du tourisme et des Français de l'étranger

Ministère de l'Écologie, du Développement durable et de l'Énergie
- Ségolène Royal, ministre de l'Écologie, de l'Environnement et de l'Énergie
- Alain Vidalies, secrétaire d'État auprès de la ministre de l'Écologie, du Développement durable et de l'Énergie, chargé des Transports, de la Mer et de la Pêche

Ministère de l'Éducation nationale, de l'Enseignement supérieur et de la Recherche
- Najat Vallaud-Belkacem, ministre de l'Éducation nationale, de l'Enseignement supérieur et de la Recherche
- Thierry Mandon, secrétaire d'État auprès de la ministre de l'Éducation nationale, de l'Enseignement supérieur et de la Recherche, chargé de l'Enseignement supérieur et de la Recherche

Ministère de la Justice
- Jean-Jacques Urvoas, garde des Sceaux, ministre de la Justice

Ministère des Finances et des Comptes publics
- Michel Sapin, ministre des Finances et des Comptes publics
- Christian Eckert, secrétaire d'État auprès du ministre des Finances et des Comptes publics, chargé du Budget

Ministère de la Défense
- Jean-Yves Le Drian, ministre de la Défense
- Jean-Marc Todeschini, secrétaire d'État auprès du ministre de la Défense, chargé des Anciens combattants et de la Mémoire

Ministère des Affaires sociales, de la Santé et des Droits des femmes
- Marisol Touraine, ministre des Affaires sociales, de la Santé et des Droits des femmes
- Laurence Rossignol, secrétaire d'État auprès de la ministre des Affaires sociales, de la Santé et des Droits des femmes, chargée de la Famille, de l'Enfance, des Personnes âgées et de l'Autonomie
- Ségolène Neuville, secrétaire d'État auprès de la ministre des Affaires sociales, de la Santé et des Droits des femmes, chargée des Personnes handicapées et de la Lutte contre l'exclusion
- Pascale Boistard, secrétaire d'État auprès de la ministre des Affaires sociales, de la Santé et des Droits des femmes, chargée des Droits des femmes

Ministère du Travail, de l'Emploi, de la Formation professionnelle et du Dialogue social
- Myriam El Khomri, ministre du Travail, de l'Emploi, de la Formation professionnelle et du Dialogue social

Ministère de l'Intérieur
- Bernard Cazeneuve, ministre de l'Intérieur

Ministère de l'Agriculture, de l'Agroalimentaire et de la Forêt
- Stéphane Le Foll, ministre de l'Agriculture, de l'Agroalimentaire et de la Forêt, porte-parole du Gouvernement

Ministère de l'Économie, de l'Industrie et du Numérique
- Emmanuel Macron, ministre de l'Économie, de l'Industrie et du Numérique
- Martine Pinville, secrétaire d'État auprès du ministre de l'Économie, de l'Industrie et du Numérique, chargée du Commerce, de l'Artisanat, de la Consommation et de l'Économie sociale et solidaire
- Axelle Lemaire, secrétaire d'État auprès du ministre de l'Économie, de l'Industrie et du Numérique, chargée du Numérique

Ministère du Logement, de l'Égalité des territoires et de la Ruralité
- Sylvia Pinel, ministre du Logement, de l'Égalité des territoires et de la Ruralité

Ministère de la Décentralisation et de la Fonction publique
- Marylise Lebranchu, ministre de la Décentralisation et de la Fonction publique
- André Vallini, secrétaire d'État auprès de la ministre de la Décentralisation et de la Fonction publique, chargé de la Réforme territoriale

Ministère de la Culture et de la Communication
- Fleur Pellerin, ministre de la Culture et de la Communication

Ministère de la Ville, de la Jeunesse et des Sports
- Patrick Kanner, ministre de la Ville, de la Jeunesse et des Sports
- Thierry Braillard, secrétaire d'État auprès du ministre de la Ville, de la Jeunesse et des Sports, chargé des Sports

Ministère des Outre-mer
- George Pau-Langevin, ministre des Outre-mer

### Organisation fonctionnelle du 11 février au 3 mars 2016
Premier ministre
- Manuel Valls, Premier ministre
- Jean-Marie Le Guen, secrétaire d'État auprès du Premier ministre, chargé des Relations avec le Parlement
- Ericka Bareigts, secrétaire d'État auprès du Premier ministre, chargée de l'Égalité réelle
- Jean-Vincent Placé, secrétaire d'État auprès du Premier ministre, chargé de la Réforme de l'État et de la Simplification
- Juliette Méadel, secrétaire d'État auprès du Premier ministre, chargée de l'Aide aux victimes

Ministère des Affaires étrangères et du Développement international
- Jean-Marc Ayrault, ministre des Affaires étrangères et du Développement international
- Harlem Désir, secrétaire d'État auprès du ministre des Affaires étrangères et du Développement international, chargé des Affaires européennes
- Matthias Fekl, secrétaire d'État auprès du ministre des Affaires étrangères et du Développement international, chargé du Commerce extérieur, de la Promotion du tourisme et des Français de l'étranger
- André Vallini, secrétaire d'État auprès du ministre des Affaires étrangères et du Développement international, chargé du Développement et de la Francophonie

Ministère de l'Environnement, de l'Énergie et de la Mer
- Ségolène Royal, ministre de l'Environnement, de l'Énergie et de la Mer, chargée des Relations internationales sur le climat
- Alain Vidalies, secrétaire d'État auprès de la ministre de l'Environnement, de l'Énergie et de la Mer, chargée des Relations internationales sur le climat, chargé des Transports, de la Mer et de la Pêche
- Barbara Pompili, secrétaire d'État auprès de la ministre de l'Environnement, de l'Énergie et de la Mer, chargée des Relations internationales sur le climat, chargée de la Biodiversité

Ministère de l'Éducation nationale, de l'Enseignement supérieur et de la Recherche
- Najat Vallaud-Belkacem, ministre de l'Éducation nationale, de l'Enseignement supérieur et de la Recherche
- Thierry Mandon, secrétaire d'État auprès de la ministre de l'Éducation nationale, de l'Enseignement supérieur et de la Recherche, chargé de l'Enseignement supérieur et de la Recherche

Ministère des Finances et des Comptes publics
- Michel Sapin, ministre des Finances et des Comptes publics
- Christian Eckert, secrétaire d'État auprès du ministre des Finances et des Comptes publics, chargé du Budget

Ministère des Affaires sociales et de la Santé
- Marisol Touraine, ministre des Affaires sociales et de la Santé
- Ségolène Neuville, secrétaire d'État auprès de la ministre des Affaires sociales et de la Santé, chargée des Personnes handicapées et de la Lutte contre l'exclusion
- Pascale Boistard, secrétaire d'État auprès de la ministre des Affaires sociales et de la Santé, chargée des Personnes âgées et de l'Autonomie

Ministère de la Défense
- Jean-Yves Le Drian, ministre de la Défense
- Jean-Marc Todeschini, secrétaire d'État auprès du ministre de la Défense, chargé des Anciens combattants et de la Mémoire

Ministère de la Justice
- Jean-Jacques Urvoas, garde des Sceaux, ministre de la Justice

Ministère du Travail, de l'Emploi, de la Formation professionnelle et du Dialogue social
- Myriam El Khomri, ministre du Travail, de l'Emploi, de la Formation professionnelle et du Dialogue social
- Clotilde Valter, secrétaire d'État auprès de la ministre du Travail, de l'Emploi, de la Formation professionnelle et du Dialogue social, chargée de la Formation professionnelle et de l'Apprentissage

Ministère de l'Aménagement du territoire, de la Ruralité et des Collectivités territoriales
- Jean-Michel Baylet, ministre de l'Aménagement du territoire, de la Ruralité et des Collectivités territoriales
- Estelle Grelier, secrétaire d'État auprès du ministre de l'Aménagement du territoire, de la Ruralité et des Collectivités territoriales, chargée des Collectivités territoriales

Ministère de l'Intérieur
- Bernard Cazeneuve, ministre de l'Intérieur

Ministère de l'Agriculture, de l'Agroalimentaire et de la Forêt
- Stéphane Le Foll, ministre de l'Agriculture, de l'Agroalimentaire et de la Forêt, porte-parole du Gouvernement

Ministère du Logement et de l'Habitat durable
- Emmanuelle Cosse, ministre du Logement et de l'Habitat durable

Ministère de l'Économie, de l'Industrie et du Numérique
- Emmanuel Macron, ministre de l'Économie, de l'Industrie et du Numérique
- Martine Pinville, secrétaire d'État auprès du ministre de l'Économie, de l'Industrie et du Numérique, chargée du Commerce, de l'Artisanat, de la Consommation et de l'Économie sociale et solidaire
- Axelle Lemaire, secrétaire d'État auprès du ministre de l'Économie, de l'Industrie et du Numérique, chargée du Numérique

Ministère de la Culture et de la Communication
- Audrey Azoulay, ministre de la Culture et de la Communication

Ministère de la Famille, de l'Enfance et des Droits des femmes
- Laurence Rossignol, ministre de la Famille, de l'Enfance et des Droits des femmes

Ministère de la Fonction publique
- Annick Girardin, ministre de la Fonction publique

Ministère de la Ville, de la Jeunesse et des Sports
- Patrick Kanner, ministre de la Ville, de la Jeunesse et des Sports
- Hélène Geoffroy, secrétaire d'État auprès du ministre de la Ville, de la Jeunesse et des Sports, chargée de la Ville
- Thierry Braillard, secrétaire d'État auprès du ministre de la Ville, de la Jeunesse et des Sports, chargé des Sports

Ministère des Outre-mer
- George Pau-Langevin, ministre des Outre-mer

### Organisation fonctionnelle du 3 mars au 30 août 2016
Premier ministre
- Manuel Valls, Premier ministre
- Jean-Marie Le Guen, secrétaire d'État auprès du Premier ministre, chargé des Relations avec le Parlement
- Ericka Bareigts, secrétaire d'État auprès du Premier ministre, chargée de l'Égalité réelle
- Jean-Vincent Placé, secrétaire d'État auprès du Premier ministre, chargé de la Réforme de l'État et de la Simplification
- Juliette Méadel, secrétaire d'État auprès du Premier ministre, chargée de l'Aide aux victimes

Ministère des Affaires étrangères et du Développement international
- Jean-Marc Ayrault, ministre des Affaires étrangères et du Développement international
- Harlem Désir, secrétaire d'État auprès du ministre des Affaires étrangères et du Développement international, chargé des Affaires européennes
- Matthias Fekl, secrétaire d'État auprès du ministre des Affaires étrangères et du Développement international, chargé du Commerce extérieur, de la Promotion du tourisme et des Français de l'étranger
- André Vallini, secrétaire d'État auprès du ministre des Affaires étrangères et du Développement international, chargé du Développement et de la Francophonie

Ministère de l'Environnement, de l'Énergie et de la Mer
- Ségolène Royal, ministre de l'Environnement, de l'Énergie et de la Mer, chargée des Relations internationales sur le climat
- Alain Vidalies, secrétaire d'État auprès de la ministre de l'Environnement, de l'Énergie et de la Mer, chargée des Relations internationales sur le climat, chargé des Transports, de la Mer et de la Pêche
- Barbara Pompili, secrétaire d'État auprès de la ministre de l'Environnement, de l'Énergie et de la Mer, chargée des Relations internationales sur le climat, chargée de la Biodiversité

Ministère de l'Éducation nationale, de l'Enseignement supérieur et de la Recherche
- Najat Vallaud-Belkacem, ministre de l'Éducation nationale, de l'Enseignement supérieur et de la Recherche
- Thierry Mandon, secrétaire d'État auprès de la ministre de l'Éducation nationale, de l'Enseignement supérieur et de la Recherche, chargé de l'Enseignement supérieur et de la Recherche

Ministère des Finances et des Comptes publics
- Michel Sapin, ministre des Finances et des Comptes publics
- Christian Eckert, secrétaire d'État auprès du ministre des Finances et des Comptes publics, chargé du Budget

Ministère des Affaires sociales et de la Santé
- Marisol Touraine, ministre des Affaires sociales et de la Santé
- Ségolène Neuville, secrétaire d'État auprès de la ministre des Affaires sociales et de la Santé, chargée des Personnes handicapées et de la Lutte contre l'exclusion
- Pascale Boistard, secrétaire d'État auprès de la ministre des Affaires sociales et de la Santé, chargée des Personnes âgées et de l'Autonomie

Ministère de la Défense
- Jean-Yves Le Drian, ministre de la Défense
- Jean-Marc Todeschini, secrétaire d'État auprès du ministre de la Défense, chargé des Anciens combattants et de la Mémoire

Ministère de la Justice
- Jean-Jacques Urvoas, garde des Sceaux, ministre de la Justice

Ministère du Travail, de l'Emploi, de la Formation professionnelle et du Dialogue social
- Myriam El Khomri, ministre du Travail, de l'Emploi, de la Formation professionnelle et du Dialogue social
- Clotilde Valter, secrétaire d'État auprès de la ministre du Travail, de l'Emploi, de la Formation professionnelle et du Dialogue social, chargée de la Formation professionnelle et de l'Apprentissage

Ministère de l'Aménagement du territoire, de la Ruralité et des Collectivités territoriales
- Jean-Michel Baylet, ministre de l'Aménagement du territoire, de la Ruralité et des Collectivités territoriales
- Estelle Grelier, secrétaire d'État auprès du ministre de l'Aménagement du territoire, de la Ruralité et des Collectivités territoriales, chargée des Collectivités territoriales

Ministère de l'Intérieur
- Bernard Cazeneuve, ministre de l'Intérieur

Ministère de l'Agriculture, de l'Agroalimentaire et de la Forêt
- Stéphane Le Foll, ministre de l'Agriculture, de l'Agroalimentaire et de la Forêt, porte-parole du Gouvernement

Ministère du Logement et de l'Habitat durable
- Emmanuelle Cosse, ministre du Logement et de l'Habitat durable

Ministère de l'Économie, de l'Industrie et du Numérique
- Emmanuel Macron, ministre de l'Économie, de l'Industrie et du Numérique
- Martine Pinville, secrétaire d'État auprès du ministre de l'Économie, de l'Industrie et du Numérique, chargée du Commerce, de l'Artisanat, de la Consommation et de l'Économie sociale et solidaire
- Axelle Lemaire, secrétaire d'État auprès du ministre de l'Économie, de l'Industrie et du Numérique, chargée du Numérique

Ministère de la Culture et de la Communication
- Audrey Azoulay, ministre de la Culture et de la Communication

Ministère des Familles, de l'Enfance et des Droits des femmes
- Laurence Rossignol, ministre des Familles, de l'Enfance et des Droits des femmes

Ministère de la Fonction publique
- Annick Girardin, ministre de la Fonction publique

Ministère de la Ville, de la Jeunesse et des Sports
- Patrick Kanner, ministre de la Ville, de la Jeunesse et des Sports
- Hélène Geoffroy, secrétaire d'État auprès du ministre de la Ville, de la Jeunesse et des Sports, chargée de la Ville
- Thierry Braillard, secrétaire d'État auprès du ministre de la Ville, de la Jeunesse et des Sports, chargé des Sports

Ministère des Outre-mer
- George Pau-Langevin, ministre des Outre-mer

### Organisation fonctionnelle du 30 août au 1erseptembre 2016
Premier ministre
- Manuel Valls, Premier ministre
- Jean-Marie Le Guen, secrétaire d'État auprès du Premier ministre, chargé des Relations avec le Parlement
- Jean-Vincent Placé, secrétaire d'État auprès du Premier ministre, chargé de la Réforme de l'État et de la Simplification
- Juliette Méadel, secrétaire d'État auprès du Premier ministre, chargée de l'Aide aux victimes

Ministère des Affaires étrangères et du Développement international
- Jean-Marc Ayrault, ministre des Affaires étrangères et du Développement international
- Harlem Désir, secrétaire d'État auprès du ministre des Affaires étrangères et du Développement international, chargé des Affaires européennes
- Matthias Fekl, secrétaire d'État auprès du ministre des Affaires étrangères et du Développement international, chargé du Commerce extérieur, de la Promotion du tourisme et des Français de l'étranger
- André Vallini, secrétaire d'État auprès du ministre des Affaires étrangères et du Développement international, chargé du Développement et de la Francophonie

Ministère de l'Environnement, de l'Énergie et de la Mer
- Ségolène Royal, ministre de l'Environnement, de l'Énergie et de la Mer, chargée des Relations internationales sur le climat
- Alain Vidalies, secrétaire d'État auprès de la ministre de l'Environnement, de l'Énergie et de la Mer, chargée des Relations internationales sur le climat, chargé des Transports, de la Mer et de la Pêche
- Barbara Pompili, secrétaire d'État auprès de la ministre de l'Environnement, de l'Énergie et de la Mer, chargée des Relations internationales sur le climat, chargée de la Biodiversité

Ministère de l'Éducation nationale, de l'Enseignement supérieur et de la Recherche
- Najat Vallaud-Belkacem, ministre de l'Éducation nationale, de l'Enseignement supérieur et de la Recherche
- Thierry Mandon, secrétaire d'État auprès de la ministre de l'Éducation nationale, de l'Enseignement supérieur et de la Recherche, chargé de l'Enseignement supérieur et de la Recherche

Ministère de l'Économie et des Finances
- Michel Sapin, ministre de l'Économie et des Finances
- Christian Eckert, secrétaire d'État auprès du ministre de l'Économie et des Finances, chargé du Budget
- Martine Pinville, secrétaire d'État auprès du ministre de l'Économie et des Finances, chargée du Commerce, de l'Artisanat, de la Consommation et de l'Économie sociale et solidaire
- Axelle Lemaire, secrétaire d'État auprès du ministre de l'Économie et des Finances, chargée du Numérique

Ministère des Affaires sociales et de la Santé
- Marisol Touraine, ministre des Affaires sociales et de la Santé
- Ségolène Neuville, secrétaire d'État auprès de la ministre des Affaires sociales et de la Santé, chargée des Personnes handicapées et de la Lutte contre l'exclusion
- Pascale Boistard, secrétaire d'État auprès de la ministre des Affaires sociales et de la Santé, chargée des Personnes âgées et de l'Autonomie

Ministère de la Défense
- Jean-Yves Le Drian, ministre de la Défense
- Jean-Marc Todeschini, secrétaire d'État auprès du ministre de la Défense, chargé des Anciens combattants et de la Mémoire

Ministère de la Justice
- Jean-Jacques Urvoas, garde des Sceaux, ministre de la Justice

Ministère du Travail, de l'Emploi, de la Formation professionnelle et du Dialogue social
- Myriam El Khomri, ministre du Travail, de l'Emploi, de la Formation professionnelle et du Dialogue social
- Clotilde Valter, secrétaire d'État auprès de la ministre du Travail, de l'Emploi, de la Formation professionnelle et du Dialogue social, chargée de la Formation professionnelle et de l'Apprentissage

Ministère de l'Aménagement du territoire, de la Ruralité et des Collectivités territoriales
- Jean-Michel Baylet, ministre de l'Aménagement du territoire, de la Ruralité et des Collectivités territoriales
- Estelle Grelier, secrétaire d'État auprès du ministre de l'Aménagement du territoire, de la Ruralité et des Collectivités territoriales, chargée des Collectivités territoriales

Ministère de l'Intérieur
- Bernard Cazeneuve, ministre de l'Intérieur

Ministère de l'Agriculture, de l'Agroalimentaire et de la Forêt
- Stéphane Le Foll, ministre de l'Agriculture, de l'Agroalimentaire et de la Forêt, porte-parole du Gouvernement

Ministère du Logement et de l'Habitat durable
- Emmanuelle Cosse, ministre du Logement et de l'Habitat durable

Ministère de la Culture et de la Communication
- Audrey Azoulay, ministre de la Culture et de la Communication

Ministère des Familles, de l'Enfance et des Droits des femmes
- Laurence Rossignol, ministre des Familles, de l'Enfance et des Droits des femmes

Ministère de la Fonction publique
- Annick Girardin, ministre de la Fonction publique

Ministère de la Ville, de la Jeunesse et des Sports
- Patrick Kanner, ministre de la Ville, de la Jeunesse et des Sports
- Hélène Geoffroy, secrétaire d'État auprès du ministre de la Ville, de la Jeunesse et des Sports, chargée de la Ville
- Thierry Braillard, secrétaire d'État auprès du ministre de la Ville, de la Jeunesse et des Sports, chargé des Sports

Ministère des Outre-mer
- Ericka Bareigts, ministre des Outre-mer

### Organisation fonctionnelle du 1erseptembre au 6 décembre 2016
Premier ministre
- Manuel Valls, Premier ministre
- Jean-Marie Le Guen, secrétaire d'État auprès du Premier ministre, chargé des Relations avec le Parlement
- Jean-Vincent Placé, secrétaire d'État auprès du Premier ministre, chargé de la Réforme de l'État et de la Simplification
- Juliette Méadel, secrétaire d'État auprès du Premier ministre, chargée de l'Aide aux victimes

Ministère des Affaires étrangères et du Développement international
- Jean-Marc Ayrault, ministre des Affaires étrangères et du Développement international
- Harlem Désir, secrétaire d'État auprès du ministre des Affaires étrangères et du Développement international, chargé des Affaires européennes
- Matthias Fekl, secrétaire d'État auprès du ministre des Affaires étrangères et du Développement international, chargé du Commerce extérieur, de la Promotion du tourisme et des Français de l'étranger
- André Vallini, secrétaire d'État auprès du ministre des Affaires étrangères et du Développement international, chargé du Développement et de la Francophonie

Ministère de l'Environnement, de l'Énergie et de la Mer
- Ségolène Royal, ministre de l'Environnement, de l'Énergie et de la Mer, chargée des Relations internationales sur le climat
- Alain Vidalies, secrétaire d'État auprès de la ministre de l'Environnement, de l'Énergie et de la Mer, chargée des Relations internationales sur le climat, chargé des Transports, de la Mer et de la Pêche
- Barbara Pompili, secrétaire d'État auprès de la ministre de l'Environnement, de l'Énergie et de la Mer, chargée des Relations internationales sur le climat, chargée de la Biodiversité

Ministère de l'Éducation nationale, de l'Enseignement supérieur et de la Recherche
- Najat Vallaud-Belkacem, ministre de l'Éducation nationale, de l'Enseignement supérieur et de la Recherche
- Thierry Mandon, secrétaire d'État auprès de la ministre de l'Éducation nationale, de l'Enseignement supérieur et de la Recherche, chargé de l'Enseignement supérieur et de la Recherche

Ministère de l'Économie et des Finances
- Michel Sapin, ministre de l'Économie et des Finances
- Christian Eckert, secrétaire d'État auprès du ministre de l'Économie et des Finances, chargé du Budget et des Comptes publics
- Martine Pinville, secrétaire d'État auprès du ministre de l'Économie et des Finances, chargée du Commerce, de l'Artisanat, de la Consommation et de l'Économie sociale et solidaire
- Axelle Lemaire, secrétaire d'État auprès du ministre de l'Économie et des Finances, chargée du Numérique et de l'Innovation
- Christophe Sirugue, secrétaire d'État auprès du ministre de l'Économie et des Finances, chargé de l'Industrie

Ministère des Affaires sociales et de la Santé
- Marisol Touraine, ministre des Affaires sociales et de la Santé
- Ségolène Neuville, secrétaire d'État auprès de la ministre des Affaires sociales et de la Santé, chargée des Personnes handicapées et de la Lutte contre l'exclusion
- Pascale Boistard, secrétaire d'État auprès de la ministre des Affaires sociales et de la Santé, chargée des Personnes âgées et de l'Autonomie

Ministère de la Défense
- Jean-Yves Le Drian, ministre de la Défense
- Jean-Marc Todeschini, secrétaire d'État auprès du ministre de la Défense, chargé des Anciens combattants et de la Mémoire

Ministère de la Justice
- Jean-Jacques Urvoas, garde des Sceaux, ministre de la Justice

Ministère du Travail, de l'Emploi, de la Formation professionnelle et du Dialogue social
- Myriam El Khomri, ministre du Travail, de l'Emploi, de la Formation professionnelle et du Dialogue social
- Clotilde Valter, secrétaire d'État auprès de la ministre du Travail, de l'Emploi, de la Formation professionnelle et du Dialogue social, chargée de la Formation professionnelle et de l'Apprentissage

Ministère de l'Aménagement du territoire, de la Ruralité et des Collectivités territoriales
- Jean-Michel Baylet, ministre de l'Aménagement du territoire, de la Ruralité et des Collectivités territoriales
- Estelle Grelier, secrétaire d'État auprès du ministre de l'Aménagement du territoire, de la Ruralité et des Collectivités territoriales, chargée des Collectivités territoriales

Ministère de l'Intérieur
- Bernard Cazeneuve, ministre de l'Intérieur

Ministère de l'Agriculture, de l'Agroalimentaire et de la Forêt
- Stéphane Le Foll, ministre de l'Agriculture, de l'Agroalimentaire et de la Forêt, porte-parole du Gouvernement

Ministère du Logement et de l'Habitat durable
- Emmanuelle Cosse, ministre du Logement et de l'Habitat durable

Ministère de la Culture et de la Communication
- Audrey Azoulay, ministre de la Culture et de la Communication

Ministère des Familles, de l'Enfance et des Droits des femmes
- Laurence Rossignol, ministre des Familles, de l'Enfance et des Droits des femmes

Ministère de la Fonction publique
- Annick Girardin, ministre de la Fonction publique

Ministère de la Ville, de la Jeunesse et des Sports
- Patrick Kanner, ministre de la Ville, de la Jeunesse et des Sports
- Hélène Geoffroy, secrétaire d'État auprès du ministre de la Ville, de la Jeunesse et des Sports, chargée de la Ville
- Thierry Braillard, secrétaire d'État auprès du ministre de la Ville, de la Jeunesse et des Sports, chargé des Sports

Ministère des Outre-mer
- Ericka Bareigts, ministre des Outre-mer

## Galerie lors de la démission

### Premier ministre
| Image        | Fonction         | Nom | Nom          | Parti |
| ------------ | ---------------- | --- | ------------ | ----- |
| Manuel Valls | Premier ministre |     | Manuel Valls | PS    |

### Ministres
| Image                                                                   | Fonction | Nom | Nom                    | Parti        |
| ----------------------------------------------------------------------- | --- | --- | ---------------------- | ------------ |
| Jean-Marc Ayrault                                                       | Ministre des Affaires étrangères et du Développement international                                          |     | Jean-Marc Ayrault      | PS           |
| Ségolène Royal lors du Forum Libération de Grenoble, le 28 janvier 2012 | Ministre de l'Environnement, de l'Énergie et de la Mer, chargée des Relations internationales sur le climat |     | Ségolène Royal         | PS           |
| Najat Vallaud-Belkacem                                                  | Ministre de l'Éducation nationale, de l'Enseignement supérieur et de la Recherche                           |     | Najat Vallaud-Belkacem | PS           |
| Michel Sapin au Forum Libération 2013 de Grenoble                       | Ministre de l'Économie et des Finances                                                                      |     | Michel Sapin           | PS           |
| Marisol Touraine                                                        | Ministre des Affaires sociales et de la Santé                                                               |     | Marisol Touraine       | PS           |
| Jean-Yves le Drian en février 2013                                      | Ministre de la Défense                                                                                      |     | Jean-Yves Le Drian     | PS           |
| Jean-Jacques Urvoas                                                     | Garde des Sceaux, ministre de la Justice                                                                    |     | Jean-Jacques Urvoas    | PS           |
| Myriam El Khomri en septembre 2014                                      | Ministre du Travail, de l'Emploi, de la Formation professionnelle et du Dialogue social                     |     | Myriam El Khomri       | PS           |
| Jean-Michel Baylet                                                      | Ministre de l'Aménagement du territoire, de la Ruralité et des Collectivités territoriales                  |     | Jean-Michel Baylet     | PRG          |
| Bernard Cazeneuve                                                       | Ministre de l'Intérieur                                                                                     |     | Bernard Cazeneuve      | PS           |
| Stéphane Le Foll en 2012                                                | Ministre de l'Agriculture, de l'Agroalimentaire et de la Forêt Porte-parole du gouvernement                 |     | Stéphane Le Foll       | PS           |
| Emmanuelle Cosse                                                        | Ministre du Logement et de l'Habitat durable                                                                |     | Emmanuelle Cosse       | EÉLV puis PÉ |
| Audrey Azoulay le 12 février 2016                                       | Ministre de la Culture et de la Communication                                                               |     | Audrey Azoulay         | DVG          |
| Laurence Rossignol                                                      | Ministre des Familles, de l'Enfance et des Droits des femmes                                                |     | Laurence Rossignol     | PS           |
| Annick Girardin                                                         | Ministre de la Fonction publique                                                                            |     | Annick Girardin        | PRG-CSA      |
| Patrick Kanner                                                          | Ministre de la Ville, de la Jeunesse et des Sports                                                          |     | Patrick Kanner         | PS           |
| Ericka Bareigts                                                         | Ministre des Outre-mer                                                                                      |     | Ericka Bareigts        | PS           |

### Secrétaires d'État
| Image                                                           | Fonction | Ministre de rattachement                                                                                    | Nom | Nom                  | Parti  |
| --------------------------------------------------------------- | --- | --- | --- | -------------------- | ------ |
| Jean Marie Le Guen                                              | Secrétaire d'État chargé des Relations avec le Parlement                                                        | Premier ministre                                                                                            |     | Jean-Marie Le Guen   | PS     |
| Jean-Vincent Placé                                              | Secrétaire d'État chargé de la Réforme de l'État et de la Simplification                                        | Premier ministre                                                                                            |     | Jean-Vincent Placé   | UDE-PÉ |
| Juliette Méadel                                                 | Secrétaire d’État chargée de l’Aide aux victimes                                                                | Premier ministre                                                                                            |     | Juliette Méadel      | PS     |
| Harlem Désir                                                    | Secrétaire d'État chargé des Affaires européennes                                                               | Ministre des Affaires étrangères et du Développement international                                          |     | Harlem Désir         | PS     |
| Matthias Fekl en 2015                                           | Secrétaire d'État chargé du Commerce extérieur, de la Promotion du tourisme et des Français de l'étranger       | Ministre des Affaires étrangères et du Développement international                                          |     | Matthias Fekl        | PS     |
| André Vallini                                                   | Secrétaire d'État chargé du Développement et de la Francophonie                                                 | Ministre des Affaires étrangères et du Développement international                                          |     | André Vallini        | PS     |
| Alain Vidalies lors d'un débat sur les retraites à La Courneuve | Secrétaire d'État chargé des Transports, de la Mer et de la Pêche                                               | Ministre de l'Environnement, de l'Énergie et de la Mer, chargée des relations internationales sur le climat |     | Alain Vidalies       | PS     |
| Barbara pompili                                                 | Secrétaire d’État chargée de la Biodiversité                                                                    | Ministre de l'Environnement, de l'Énergie et de la Mer, chargée des relations internationales sur le climat |     | Barbara Pompili      | PÉ     |
| Thierry Mandon                                                  | Secrétaire d'État chargé de l'Enseignement supérieur et de la Recherche                                         | Ministre de l'Éducation nationale, de l'Enseignement supérieur et de la Recherche                           |     | Thierry Mandon       | PS     |
| Christian Eckert en 2014                                        | Secrétaire d'État chargé du Budget et des Comptes publics                                                       | Ministre de l'Économie et des Finances                                                                      |     | Christian Eckert     | PS     |
|                                                                 | Secrétaire d'État chargé de l'Industrie                                                                         | Ministre de l'Économie et des Finances                                                                      |     | Christophe Sirugue   | PS     |
| Ségolène Neuville                                               | Secrétaire d'État chargée des Personnes handicapées et de la Lutte contre l'exclusion                           | Ministre des Affaires sociales et de la Santé                                                               |     | Ségolène Neuville    | PS     |
| Pascale Boistard                                                | Secrétaire d'État chargée des Personnes âgées et de l'Autonomie                                                 | Ministre des Affaires sociales et de la Santé                                                               |     | Pascale Boistard     | PS     |
| Jean-Marc Todeschini en 2015                                    | Secrétaire d'État chargé des Anciens combattants et de la Mémoire                                               | Ministre de la Défense                                                                                      |     | Jean-Marc Todeschini | PS     |
|                                                                 | Secrétaire d'État chargée de la Formation professionnelle et de l’Apprentissage                                 | Ministre du Travail, de l'Emploi, de la Formation professionnelle et du Dialogue social                     |     | Clotilde Valter      | PS     |
|                                                                 | Secrétaire d'État chargée des Collectivités territoriales                                                       | Ministre de l'Aménagement du territoire, de la Ruralité et des Collectivités territoriales                  |     | Estelle Grelier      | PS     |
| Martine Pinville                                                | Secrétaire d'État chargée du Commerce, de l'Artisanat, de la Consommation et de l'Économie sociale et solidaire | Ministre de l'Économie et des Finances                                                                      |     | Martine Pinville     | PS     |
|                                                                 | Secrétaire d'État chargée du Numérique et de l'Innovation                                                       | Ministre de l'Économie et des Finances                                                                      |     | Axelle Lemaire       | PS     |
| Hélène Geoffroy                                                 | Secrétaire d'État chargée de la Ville                                                                           | Ministre de la Ville, de la Jeunesse et des Sports                                                          |     | Hélène Geoffroy      | PS     |
|                                                                 | Secrétaire d'État chargé des Sports                                                                             | Ministre de la Ville, de la Jeunesse et des Sports                                                          |     | Thierry Braillard    | PRG    |

## Répartition partisane
| Parti                          | Parti                                   | Premier ministre | Ministres | Secrétaires d'État | Total |
| ------------------------------ | --------------------------------------- | ---------------- | --------- | ------------------ | ----- |
| Répartition le 26 août 2014    | Répartition le 26 août 2014             | 1                | 16        | 17                 | 34    |
|                                | Parti socialiste                        | 1                | 13        | 15                 | 29    |
|                                | Parti radical de gauche                 |                  | 1         | 2                  | 3     |
|                                | Walwari                                 | 1                |           | 1                  |       |
|                                | Divers gauche                           | 1                |           | 1                  |       |
|                                |                                         |                  |           |                    |       |
| Répartition le 6 décembre 2016 | Répartition le 6 décembre 2016          | 1                | 17        | 20                 | 38    |
|                                | Parti socialiste                        | 1                | 13        | 17                 | 31    |
|                                | Parti radical de gauche                 |                  | 2         | 1                  | 3     |
|                                | Parti écologiste                        | 1                | 1         | 2                  |       |
|                                | Divers gauche                           | 1                |           | 1                  |       |
|                                | Union des démocrates et des écologistes |                  | 1         | 1                  |       |

## Agenda
- État et collectivités territoriales
  - Réduire le déficit public à 3 % du PIB en 2017
  - Modernisation de l'État et Modernisation de l'action publique (MAP)
  - Réforme de l'organisation territoriale
- Économie
  - Amélioration de la compétitivité des entreprises et mise en œuvre du CICE (1er janvier 2013)
  - Augmentation du pouvoir d'achat des ménages
  - Innovation
  - Lois dites Macron 1 et 2 (entre autres libéralisation du transport collectif des bus)
- Emploi et travail
  - Réduction du chômage
  - Circulaire dite Rebsamen généralisée depuis août 2015 (contrôle renforcé des demandeurs d'emplois, à la suite de tests concluants dans deux régions). Les demandeurs d'emplois doivent répondre à un questionnaire précis et fournir toutes les preuves de leurs recherches actives d'emploi à des conseillers externes ou du Pôle Emploi. Des contrôles sont effectués pour s'assurer que les demandeurs d'emplois justifient réellement de leurs recherches, notamment en prenant contact avec les entreprises.
  - Accompagner l'évolution du marché du travail (vers le numérique, les start-up, internet. L'économie numérique et internet sont aujourd'hui les secteurs qui sont en passe de générer de plus en plus d'emploi).
  - Loi relative au travail, à la modernisation du dialogue social et à la sécurisation des parcours professionnels (loi no 2016-1088 du 8 août 201) ou  « Loi El Khomri ». La loi est adoptée en juillet 2016 en dernière lecture par le biais de l'article 49.3 à l'Assemblée nationale après être passée en première lecture par le biais de l'article 49.3 devant les députés, puis modifiée, puis passée au Sénat et modifiée par les sénateurs. Cette loi, modifiée, permet entre autres la création du compte personnel de formation, du Compte personnel d'activité, la protection du parcours professionnel sécurisé, la modification du dialogue social en entreprise en cas de blocage avec les syndicats, et donne la possibilité pour les entreprises de faire travailler leurs salariés jusqu'à 60 heures par semaine. Certains articles qui furent contestés permettent aux entreprises en difficulté économique de recourir plus facilement au licenciement et aux heures supplémentaires avec une rémunération majorée de 10 % . Des articles ont été retirés : taxation des CDD pour les entreprises qui y ont recours, et réforme de la rémunération des conseillers prud'homaux. Objectif affiché : baisse du chômage avant la fin de l'année 2016, en permettant aux entreprises de recourir plus facilement au licenciement en cas de difficulté et de leur redonner davantage de liberté, et de préserver pour les salariés licenciés un parcours professionnel sécurisé et de préserver leurs droits cumulés à l'indemnisation du chômage. Cette loi a fait couler beaucoup d'encre durant plusieurs mois avec nombre de manifestations de syndicats et d'étudiants (CGT, CFDT, UNEF, SUD, entre autres), blocages des routes et des raffineries et des dépôts de pétrole, et provoqué la colère d'une partie des députés de la majorité les députés frondeurs qui ont contesté fortement cette loi. La loi est finalement adoptée avec les modifications qui ont entretemps été apportées, au mois de juillet 2016. Notons que l'opposition Les Républicains a soutenu cette loi, avant que des modifications n'y soient apportées par la majorité.
- Jeunesse et éducation
  - Réforme scolaire
  - Jeunesse
  - Dynamisation de l'enseignement supérieur et de la recherche : mise en œuvre de la loi no 2013-660 du 22 juillet 2013 relative à l’enseignement supérieur et à la recherche
- Agriculture et développement durable
  - Transition énergétique
  - Maitrise des prix de l'énergie
- Politique de la ville
- Santé et affaires sociales
  - Accès aux soins
  - Vieillesse et handicap
- Mise en place de l'État d'urgence à la suite des attentats de Paris du 13 novemble 2015 (prolongé en 2016)
- Sécurité et lutte contre le terrorisme (loi renseignement votée à la suite des attentats de 2015)
- Lutte contre la radicalisation (mise en place de dispositifs, centres de déradicalisation)
- Défense: participation militaire de la France au sein d'une coalition de pays dans la guerre contre l'État Islamique en Syrie
- Mise en place des Réserves citoyennes dans la police nationale, la gendarmerie nationale et au sein de l'armée pour renforcer les troupes dans la surveillance des lieux publics (et notamment à la suite de l'attentat du 14 juillet 2016 à Nice)

## ONU et organismes internationaux
Le 14 mars 2016, l'Action des chrétiens pour l'abolition de la torture dénonce une série de dérives violentes, de la part du gouvernement Valls, contre les manifestants, les migrants et les Roms.
Le 13 mai 2016, le Comité contre la torture de l’ONU fustige « l’usage excessif de la force par la police et la gendarmerie » sur ordre du gouvernement dans une série d’observations.

## Réalisations
Le gouvernement signe en 2015 avec les sociétés d’autoroutes le plan de relance autoroutier (PRA). Celui-ci consiste essentiellement en un allongement de la durée des concessions en échange de travaux immédiats. Son but affiché est de relancer l’économie notamment dans le secteur du BTP. Selon un référé de la Cour des comptes, publié en avril 2019, ce plan de relance autoroutier rapportera finalement aux concessionnaires autoroutiers cinq fois plus que leurs mises.